# Рацлавиці (Горлицький повіт)
Рацлавиця (пол. Racławice) — село в Польщі, у гміні Беч Горлицького повіту Малопольського воєводства.
Населення складає — 813 осіб (2011).
У 1975-1998 роках село належало до Кросненського воєводства.

## Демографія
Демографічна структура станом на 31 березня 2011 року:
|          | Загалом | Допрацездатний вік | Працездатний вік | Постпрацездатний вік |
| -------- | ------- | ------------------ | ---------------- | -------------------- |
| Чоловіки | 420     | 98                 | 273              | 49                   |
| Жінки    | 393     | 91                 | 205              | 97                   |
| Разом    | 813     | 189                | 478              | 146                  |